# Armamar (gemeente)
Armamar is een plaats en gemeente in het Portugese district Viseu.
De gemeente heeft een totale oppervlakte van 117 km² en telde 7492 inwoners in 2001.

## Plaatsen in de gemeente
- Aldeias
- Aricera
- Armamar
- Cimbres
- Coura
- Folgosa
- Fontelo
- Goujoim
- Queimada
- Queimadela
- Santa Cruz, anteriormente Santa Cruz de Lumiares
- Santiago
- Santo Adrião
- São Cosmado
- São Martinho das Chãs
- São Romão
- Tões
- Vacalar
- Vila Seca